# 이주아 (배우)
이주아는 대한민국의 배우이다.

## 학력
- 세종대학교 융합예술대학원 공연예술학부 연기전공 석사과정 (재학)

## 연기 활동

### 영화
- 2011 《특수본》 -  인무 딸 역
- 2011 《링크》 - 혜영 역
- 2010 《퀵》 -  여중생2 역

### 드라마
- 2009 KBS 미니시리즈 《그저 바라보다가》 -  구민지 어린시절 역
- 2011 SBS 특집드라마 《위대한 선물》 -  한지민 역
- 2012 JTBC 주말연속극 《인수대비》 -  간난이 아역
- 2012 KBS 주말연속극 《넝쿨째 굴러온 당신》 -  윤미소 역
- 2013 tvN 금토드라마 《응답하라 1994》 -  김훈팬 역
- 2013 OCN 일요드라마  《특수사건 전담반 TEN 2》 -  임세진 역
- 2014 KBS 수목드라마 《아이언맨》 - 수경 역
- 2015 KBS 일일연속극 《오늘부터 사랑해》 - 미연 역
- 2015 SBS 수목드라마 《마을》 - 박은경 역
- 2016 OCN 일요드라마 《뱀파이어 탐정》 - 20년전의 김지연 역
- 2017 네이버 tvcast 웹드라마 《아이엠 (드라마)》 - 남태희 역
- 2018 웹드라마 《세상의 모든 연애》 - 주아 역
- 2020 네이버 tvcast 웹드라마 《달고나》 - 정지은 역

## CF
- CJ 그룹 PR
- 이보영의 토킹클럽
- SK OK!SK
- 디즈니채널 반갑다 디즈니채널
- 부산은행
- 삼성전자  갤럭시S-Ⅱ(보이는라디오편)
- 팬택 베가레이서2 팸락